# Кременева зброя

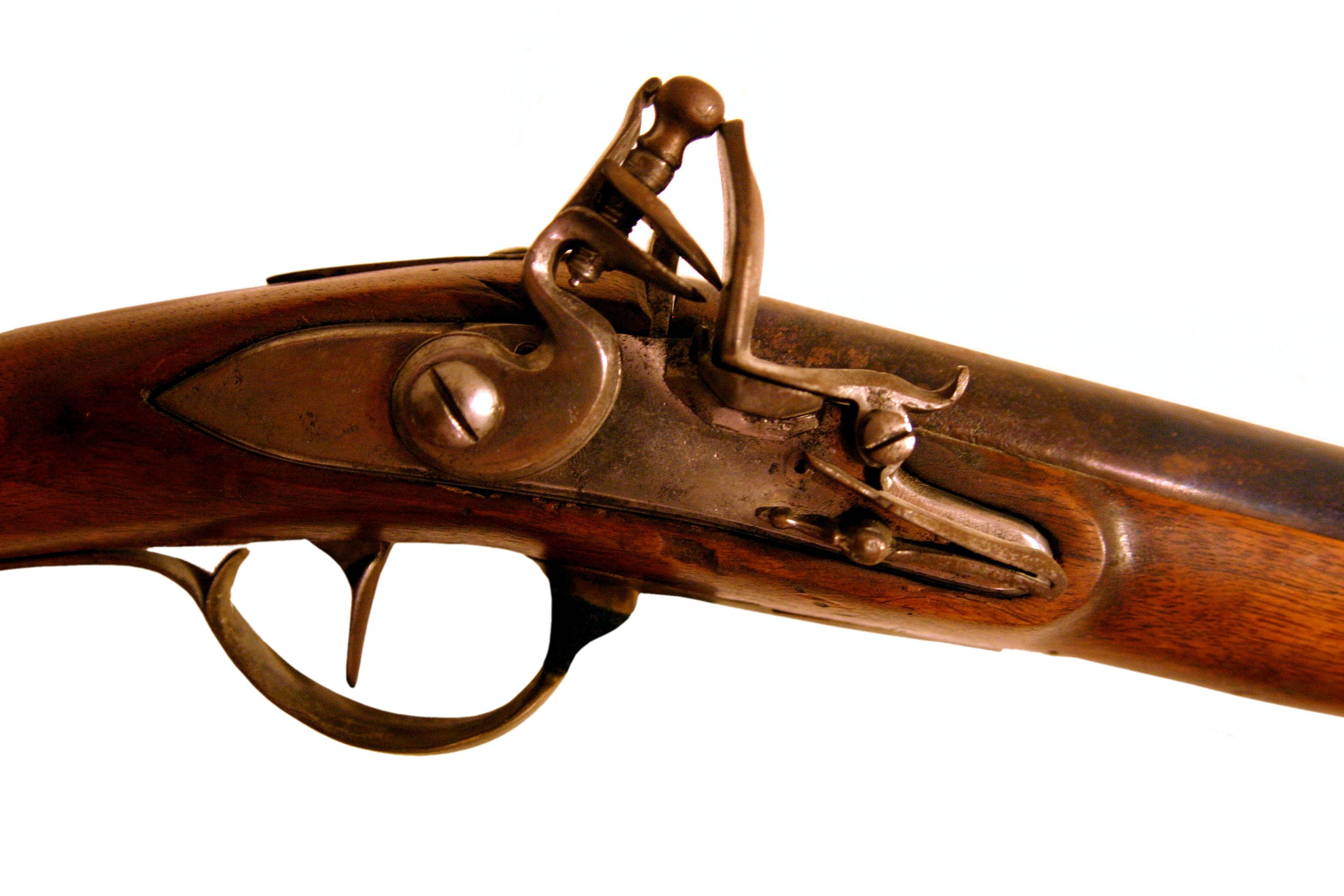
Кременевий замок мисливської рушниці XVIII століття

Кременева зброя — термін, що частіше вживають для позначення вогнепальної зброї з кременевим замком, запалювання заряду в якому відбувалося за допомогою іскор, які висікаються кременем при ударі його по кресальній пластинці.
Давня людина використовувала кремінь для виготовлення зброї і побутових предметів (наконечники стріл, кременеві ножі тощо).
У XVI—XIX століттях кременева зброя була на озброєнні в усіх країнах світу. У Росії використовували кременеву зброю від 17,5 до 21,5 мм калібру, вагою від 4,0 до 5,6 кг. Середня дальність пострілу кременевої рушниці: від 140 до 800 метрів. Існувало два види кременевих рушниць: гладкоствольні і нарізні. Швидкострільність гладкоствольних становила 2—3 постріли в хвилину, а нарізних — 1 постріл в хвилину. У середині XIX століття на зміну кременевій рушниці прийшли гвинтівки.